# Stuardosatyrus williamsianus
Stuardosatyrus williamsianus är en fjärilsart som beskrevs av Butler 1868. Stuardosatyrus williamsianus ingår i släktet Stuardosatyrus och familjen praktfjärilar. Inga underarter finns listade i Catalogue of Life.